# Communauté de communes de Pechelbronn
La Communauté de communes de Pechelbronn était une structure intercommunale située dans le département du Bas-Rhin et la région Alsace ; elle comptait 5 communes membres.
Depuis janvier 2008, cette communauté de communes a fusionné avec la communauté de communes de la Vallée de la Sauer pour former la Communauté de communes Sauer-Pechelbronn

## Historique
La communauté de communes de Pechelbronn a été créée le 31 décembre 1992. Elle se substituait au SIVOM de Pechelbronn créé en 1970.

## Composition
- Kutzenhausen (3 délégués)
- Lampertsloch (3 délégués)
- Lobsann (3 délégués)
- Merkwiller-Pechelbronn (3 délégués)
- Preuschdorf (3 délégués)

## Administration
La communauté de communes de Pechelbronn avait son siège à Merkwiller-Pechelbronn. Son président était Armand Braconnier, adjoint au maire de Kutzenhausen jusqu'en 2008 (date de la fusion).